# Стивенс, Рэйчел
Рэ́йчел Ло́рен Сти́венс (англ. Rachel Lauren Stevens; родилась 9 апреля 1978 года в Лондоне) — британская певица, также актриса и модель. Ранее входила в состав популярной поп-группы S Club, после её распада начала сольную карьеру и выпустила семь синглов и два альбома.

## Личная жизнь
С  2 августа 2009 года Рэйчел замужем за актёром Алексом Ли (род. 1977), с которым она встречалась 2 года до их свадьбы. У супругов есть двое дочерей — Амели Ли (род. 16.11.2010) и Минни Блоссом (род. 01.04.2014).

## Дискография

### Студийные альбомы
- Funky Dory (2003), #9 UK
- Funky Dory (переиздание, 2004), #13 UK
- Come and Get It (2005), #28 UK

### Синглы
| Год  | Сингл                                  | Альбом                                    | Места в чартах | Места в чартах | Места в чартах | Продажи в Британии |
| Год  | Сингл                                  | Альбом                                    | ВЕЛ            | ИРЛ            | УЭЛ            | Продажи в Британии |
| ---- | -------------------------------------- | ----------------------------------------- | -------------- | -------------- | -------------- | ------------------ |
| 2003 | «Sweet Dreams My LA Ex»                | Funky Dory                                | 2              | 3              | 1              | 225,000            |
| 2003 | «Funky Dory»                           | Funky Dory                                | 26             | 24             | 24             | 20,000             |
| 2004 | «Some Girls»                           | Funky Dory (переиздание), Come and Get It | 2              | 13             | 1              | 130,000            |
| 2004 | «More More More»                       | Funky Dory (переиздание)                  | 3              | 5              | 3              | 68,000             |
| 2005 | «Negotiate With Love»                  | Come and Get It                           | 10             | 27             | 13             | 31,000             |
| 2005 | «So Good»                              | Come and Get It                           | 10             | 27             | 8              | 32,000             |
| 2005 | «I Said Never Again (But Here We Are)» | Come and Get It                           | 12             | 34             | 9              | 32,000             |
|      |                                        |                                           | Всего          | Всего          | Всего          | 538,000            |